# Leónovo
Leónovo (en rus: Леоново) és un poble de l'óblast de Vladímir, a Rússia, segons el cens del 2010 tenia 2 habitants. Pertany al districte municipal de Gorokhovets.